# 中国驻吉布提大使馆
中华人民共和国驻吉布提共和国大使馆（阿拉伯语：سفارة جمهورية الصين الشعبية في جيبوتي），简称中国驻吉布提大使馆，是中华人民共和国驻吉布提共和国的外交代表机构，位于埃虹区亚的斯亚贝巴路（BP2021,Rue Addis Abeba,Lotissement du Héron）。